# Ticonderoga (Schiff)
Die Ticonderoga ist ein Seitenraddampfer, der von 1906 bis 1953 auf dem Lake Champlain verkehrte. 
Das Schiff war im Passagier-Liniendienst für die Champlain Transportation Company im Einsatz und beförderte Waren. In den letzten Betriebsjahren diente die Ticonderoga als Ausflugsdampfer. Nach der Außerdienststellung im Jahr 1953 wurde das Schiff nicht verschrottet, sondern von der Museumsgründerin Electra Havemeyer Webb für das Shelburne Museum gekauft. Der Überlandtransport erfolgte 1955. Seit 1964 wird die Ticonderoga als der letzte erhaltene Seitenraddampfer mit Balanciermaschine als National Historic Landmark geführt. Bemerkenswert ist die Balancier-Dampfmaschine, deren Hebel über das Oberdeck hinausragt.

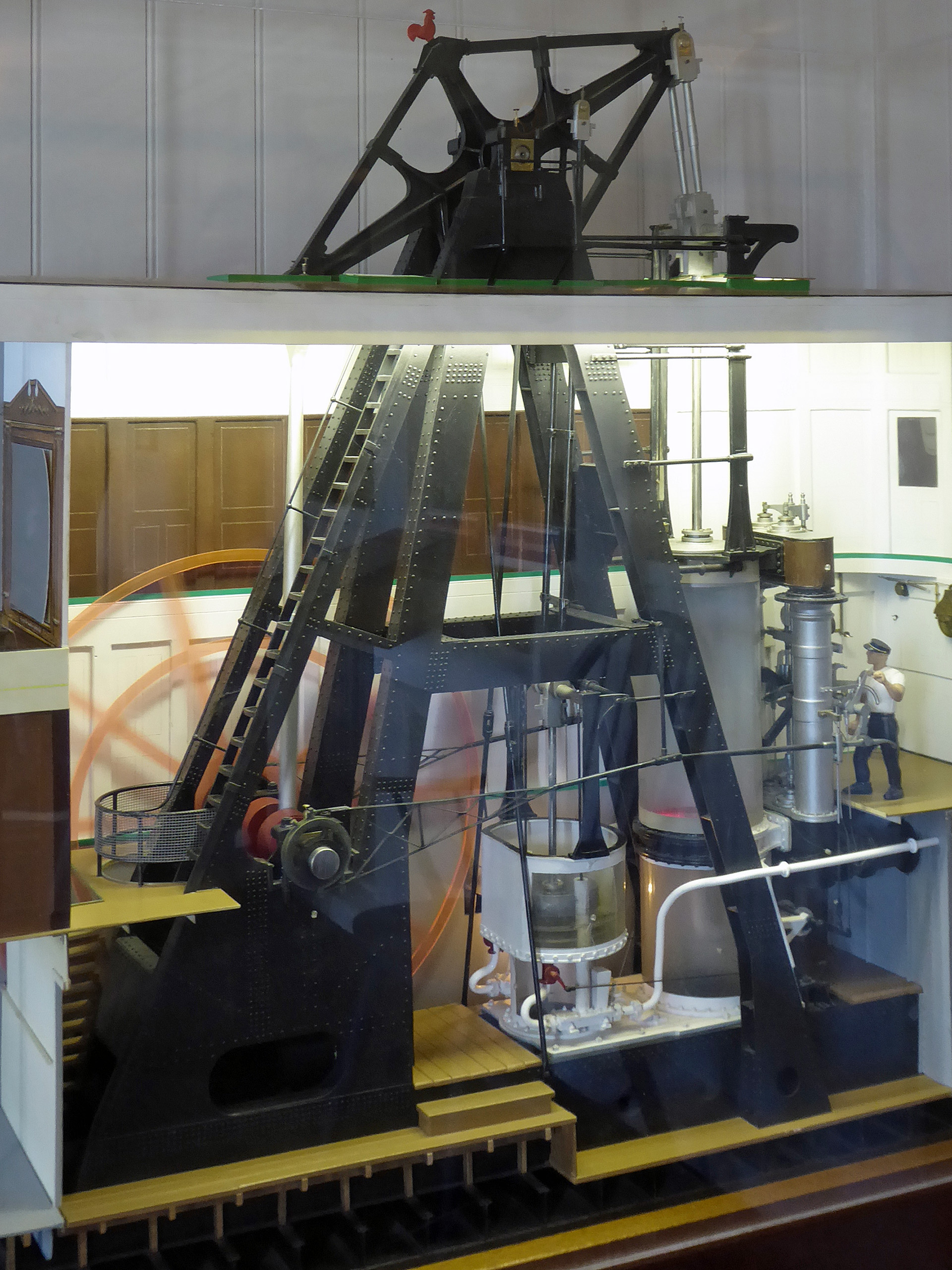
Modell der Balancier-Dampfmaschine der Ticonderoga